# Kenneth Marks
Kenneth Marks (15 juin 1920 - 13 janvier 1988) est un homme politique du parti travailliste au Royaume-Uni.
Marks est député de Manchester Gorton d'une élection partielle de 1967 et reste en poste jusqu'en 1983. De 1975 à 1979, il est ministre junior de l'Environnement.

## Biographie
Il fait ses études à la Central High School, à Manchester et à la Manchester Academy (école secondaire). En 1955, il se présente sans succès à Manchester Moss Side aux élections générales .
Avant son succès aux élections partielles, Marks est conseiller travailliste au Conseil du district urbain de Denton, représentant Denton West. Avant d'entrer au parlement, Marks est également directeur d'école secondaire . Il est également membre du Syndicat national des enseignants et siège à son comité consultatif pour les écoles secondaires . Au parlement, il est président du groupe de sécurité sociale du parti travailliste et vice-président de son groupe d'éducation, ainsi que membre du comité restreint sur l'éducation et la science. De 1970 à 1971, il est whip. Il est secrétaire parlementaire privé du Premier ministre Harold Wilson d'avril à décembre 1975.
Aux élections générales de 1983, les changements de limites ont considérablement modifié les limites de la circonscription de Manchester Gorton, la plus grande partie de la circonscription, Denton et Audenshaw dans le district métropolitain de Tameside, fusionnant avec Reddish dans le district métropolitain de Stockport pour former une nouvelle circonscription Denton et Reddish. Gorton est inclus avec une grande partie de l'ancienne circonscription de Manchester Ardwick, qui est rebaptisée Manchester Gorton.
Comme il y avait potentiellement trois députés travaillistes en lice pour deux nouveaux sièges, Marks, qui était le plus âgé des trois, ne se représente pas, permettant à Andrew Bennett de Stockport North d'hériter de Denton et Reddish et à Gerald Kaufman de passer d'Ardwick au nouveau siège de Gorton.